# یواس‌اس کارترت (ای‌پی‌ای-۷۰)
یواس‌اس کارترت (ای‌پی‌ای-۷۰) (به انگلیسی: USS Carteret (APA-70)) یک کشتی بود که طول آن ۴۲۶ فوت (۱۳۰ متر) بود. این کشتی در سال ۱۹۴۴ ساخته شد.